# Wiki Loves Earth

Logo des Wettbewerbs

Wiki Loves Earth ist ein internationaler Fotowettbewerb rund um Schutzgebiete des Naturschutzes und das Naturerbe. Er findet auf regionaler Ebene, meist für die Dauer eines Monats, zwischen Anfang Mai und Ende August jedes Jahres statt. Die Teilnehmer laden ihre Fotografien unter einer freien Lizenz auf Wikimedia Commons hoch. Die regionalen Wettbewerbe küren Siegerfotos, die dann an eine internationale Jury weitergereicht werden. Das Ziel des Fotowettbewerbs ist, das Bewusstsein für den Schutz der Natur zu fördern und die möglichst hochwertigen Fotografien der schützenswerten Objekte nicht nur in Wikipedia, sondern für jeden nutzbar zu machen. Wiki Loves Earth ist ein Schwesterwettbewerb des bereits länger etablierten Wettbewerbs Wiki Loves Monuments.
| Jahr | Regionale Wettbewerbe | Hochgeladene Fotos | Teilnehmende Fotografen |
| ---- | --------------------- | ------------------ | ----------------------- |
| 2013 | 1                     | 9.659              | 346                     |
| 2014 | 14                    | 62.367             | 2.883                   |
| 2015 | 25                    | 95.909             | 8.788                   |
| 2016 | 24                    | 109.132            | 13.101                  |
| 2017 | 36                    | 129.702            | 14.990                  |
| 2018 | 32                    | 89.035             | 7.563                   |
| 2019 | 37                    | 93.889             | 9.619                   |
| 2020 | 34                    | 105.253            | 9.005                   |
| 2021 | 34                    | 63.349             | 4.507                   |
| 2022 | 38                    | 50.786             | 4.117                   |
| 2023 | 50                    | 60.827             | 3.407                   |
| 2024 | 57                    | 79.765             | 3.852                   |

Der erste Wiki-Loves-Earth-Wettbewerb fand als Pilotprojekt 2013 in der Ukraine statt. In den Folgejahren wurde der Fotowettbewerb international auf weitere Länder ausgedehnt, darunter Deutschland und Österreich. Seit 2017 findet der Wettbewerb in mehr als 30 Ländern und Regionen statt. Insgesamt wurden im Rahmen der Wettbewerbe mehr als 570.000 Fotos hochgeladen.
Seit dem Jahr 2021 werden die Bilder in die beiden Kategorien „Landschaft“ und „Macro/Close-up“ eingeteilt und getrennt voneinander bewertet.

## Siegerfotos
| Jahr            | Foto | Fotograf            | Land        | Abgebildetes Schutzgebiet                                                                                          |
| --------------- | ---- | ------------------- | ----------- | --- |
| 2013            |      | Krasnickaja Katya   | Ukraine     | Naturschutzgebiet Aj-Petri auf der Krim.                                                                           |
| 2014            |      | Balkhovitin         | Ukraine     | Nationalpark Karpaten von der Howerla aus.                                                                         |
| 2015            |      | Zaeem Siddiq        | Pakistan    | Unterer Kachura-See im Zentral-Karakorum-Nationalpark.                                                             |
| 2016            |      | Cedomir Zarkovic    | Serbien     | Stopića-Höhle bei Sirogojno.                                                                                       |
| 2017            |      | Sergey Pesterev     | Russland    | Ogoi Insel im Baikalsee im Pribaikalsky-Nationalpark                                                               |
| 2018            |      | Ekaterina Vasyagina | Russland    | Säulenförmiger Basalt im Sapowednik Kurilskij auf der Insel Kunaschir.                                             |
| 2019            |      | Sven Damerow        | Deutschland | Gebänderte Prachtlibelle im Naturschutzgebiet Gülper See im Naturpark Westhavelland.                               |
| 2020            |      | Touhid biplob       | Bangladesch | Graukopfstare auf einem Indischen Korallenbaum im Satchari-Nationalpark.                                           |
| 2021 Landschaft |      | Luis Afonso         | Portugal    | Der Strand "Praia do Abano" bei Sonnenuntergang im Naturpark Sintra-Cascais.                                       |
| 2021 Makro      |      | Мария Обидина       | Russland    | Gefleckte Schnirkelschnecke (Arianta arbustorum) auf einem Löwenzahn (Taraxacum), aufgenommen im Oblast Leningrad. |
| 2022 Landschaft |      | Neide José Paixão   | Portugal    | FFH-Gebiet auf Ilhéus do Porto Santo.                                                                              |
| 2022 Makro      |      | Mkrc85              | Türkei      | Jagendes junges Chamäleon im Naturpark Kapıçam.                                                                    |
| 2023 Landschaft |      | Nmmluis             | Portugal    | Nest im Mondlicht im Naturpark Südwest-Alentejo und Costa Vicentina                                                |
| 2023 Makro      |      | Sergiy Miroshnik    | Ukraine     | Käfer Cicindela soluta in Bila Dibrova Zakaznyk, Kiew                                                              |
| 2024 Landschaft |      | Rotadefterim        | Türkei      | See Burdur Gölü zwischen den türkischen Provinzen Burdur und Isparta                                               |
| 2024 Makro      |      | MicheleIlluzzi      | Italien     | Rothirsch im Nationalpark Abruzzen, Latium und Molise                                                              |